# 고려대학교 노동대학원
고려대학교 노동대학원(高麗大學校 勞動大學院, Korea University Graduate School of Labor Studies)은 대한민국 서울특별시 성북구의 사립 특수대학원이다. 고려대학교의 부속 교육 기관으로, 석사 학위를 수여한다.

## 연혁
- 1965년 12월 고려대학교 노동문제연구소 설립
- 1994년 10월 고려대학교 노동대학원 설립
- 1995년 3월 개원

## 교육편제
고려대학교 노동대학원은 특수대학원 과정으로, 석사 학위를 수여한다. 다음은 2019년 기준, 고려대학교 노동대학원의 학위 수여 과정 일람이다.
- 노동법학과
- 노동경제학과
- 노사관계학과
- 노동복지정책학과
- 인력관리학과

### 공개 과정
이 외에도, 공개 과정으로 다음과 같은 과정을 운영 중에 있다.
- 최고지도자과정
- 근로복지정책과정
- 노사관계전문가과정

## 같이 보기
- 고려대학교
- 고려대학교 경영전문대학원